# Дия (мифология)
Дия (др.-греч. Δία) — персонаж древнегреческой мифологии. Дочь Деионея или Эионея. Согласно Нонну Панополитанскому происходила из племени перребиев в северной Фессалии. Стала женой царя лапифов Иксиона. По версии изложенной у Диодора Сицилийского Иксион не дал жене предсвадебного подарка, в связи с чем тесть взял у него в залог коней. После свадьбы царь лапифов пригласил к себе отца Дии и столкнул в огненную яму.
У Дии родились двое детей — сын Пирифой и дочь Фисадия. Согласно антиковеду Ульриху фон Виламовицу-Мёллендорфу Фисадия тождественна Климене, которую захватили в плен Диоскуры вместе с Эфрой и отдали в услужение своей сестре Елене Прекрасной. Фисадия или Климена сопровождала свою госпожу в Трою и после падения города досталась в качестве военной добычи Акаманту.
Отцом Пирифоя различные источники называют либо Иксиона, либо самого верховного бога Зевса. По одной из версий Зевс соблазнил Дию превратившись в жеребца, тем самым отомстив Иксиону за влечение к своей супруге Гере
Именем Дии назван один из спутников Юпитера.